# 高鏸
高鏸（？—？），清朝政治人物。
高鏸曾于1782年接替仇赋苹任福建永安县知县一职，1787由彭祖瑀接任。